# Монесън
Монесън (на английски: Monessen) е град в окръг Уестморланд, Пенсилвания, Съединени американски щати. Разположен е на десния бряг на река Мънонгахейла. През първата половина на 20 век градът е център на металургично производство, но след 1940 г. жителите му намаляват два и половина пъти. Населението му e 7339 души (по приблизителна оценка от 2017 г.).

## Личности
Родени
- Кристиан Анфинсен (1916 – 1995), химик